# Syngonanthus duidae
Syngonanthus duidae är en gräsväxtart som beskrevs av Harold Norman Moldenke. Syngonanthus duidae ingår i släktet Syngonanthus och familjen Eriocaulaceae.

## Underarter
Arten delas in i följande underarter:
- S. d. duidae
- S. d. humilis